# Schannenbacher Moor
Das Schannenbacher Moor ist ein Naturschutzgebiet im Ortsteil Schannenbach in der Gemeinde Lautertal im Landkreis Bergstraße.

## Lage
Im Süden des Ortes Schannenbach, an der Westflanke des Krehbergs liegt das Schannenbacher Hochmoor. Es hat nach Westen hin einen Abfluss zum Meerbach, der oberhalb von Gronau den Namen Gronauer Bach trägt. Die Krehbergstraße umfasst das Schannenbacher Moor annähernd halbkreisförmig von Osten her. Die Gronauer Straße entlang der Teichkläranlage teilt das Schutzgebiet in einen kleineren nördlichen Bereich und das südlich gelegene eigentliche Moor. Naturnahe Wälder bedecken etwa ein Viertel des Naturschutzgebiets.

## Naturschutzgebiet
Das Schannenbacher Moor mit einer Größe von 16 Hektar wurde 1975 unter Schutz gestellt. Es beherbergte mit seiner torfmoosreichen Moorpflanzengesellschaft (Oxycocco-Sphagnetum) wertvolle Reste eines ehemaligen, von Grundwasser gespeisten Niedermoors. Bei dem heutigen Hochmoor handelt es sich um ein Hochmoor. Regenmoore können entstehen, wenn Regenwasser nicht versickern kann und sich dagegen unterhalb von wasserdurchlässigen Bodenschichten in einer Mulde sammelt. Aufgrund des Sauerstoffmangels werden abgestorbene Pflanzen dabei nicht zersetzt und bilden im Lauf der Zeit eine Torfschicht.
In den weiteren Jahren ist die schutzwürdige Pflanzengesellschaft allerdings durch Entwässerungsmaßnahmen, die Einleitung von Abwässern und eine intensivere landwirtschaftliche Nutzung in der Umgebung weitgehend verloren gegangen. Innerhalb des Schutzgebiets finden sich die ehemaligen Niedermoor-Pflanzengesellschaften noch kleinflächig in den Nassstandorten, die durch extensiv genutzte Feuchtwiesen und Schilfröhrichte geprägt sind.
Das Gebiet besitzt auch überregionale Bedeutung für den Erhalt naturnaher Wälder und Wiesen, seltener Schmetterlinge und Moose. Deswegen wurde es 2003 in das europaweite Schutzgebietsnetz Natura2000 aufgenommen, als Teil des Gebietes „Gronauer Bach mit Hummelscheid und Schannenbacher Moor“ (FFH-Gebiet 6318-306). Es umfasst den Bachlauf des Gronauer Baches und seine Zuflüsse mit angrenzenden Feucht- und Frischwiesen.

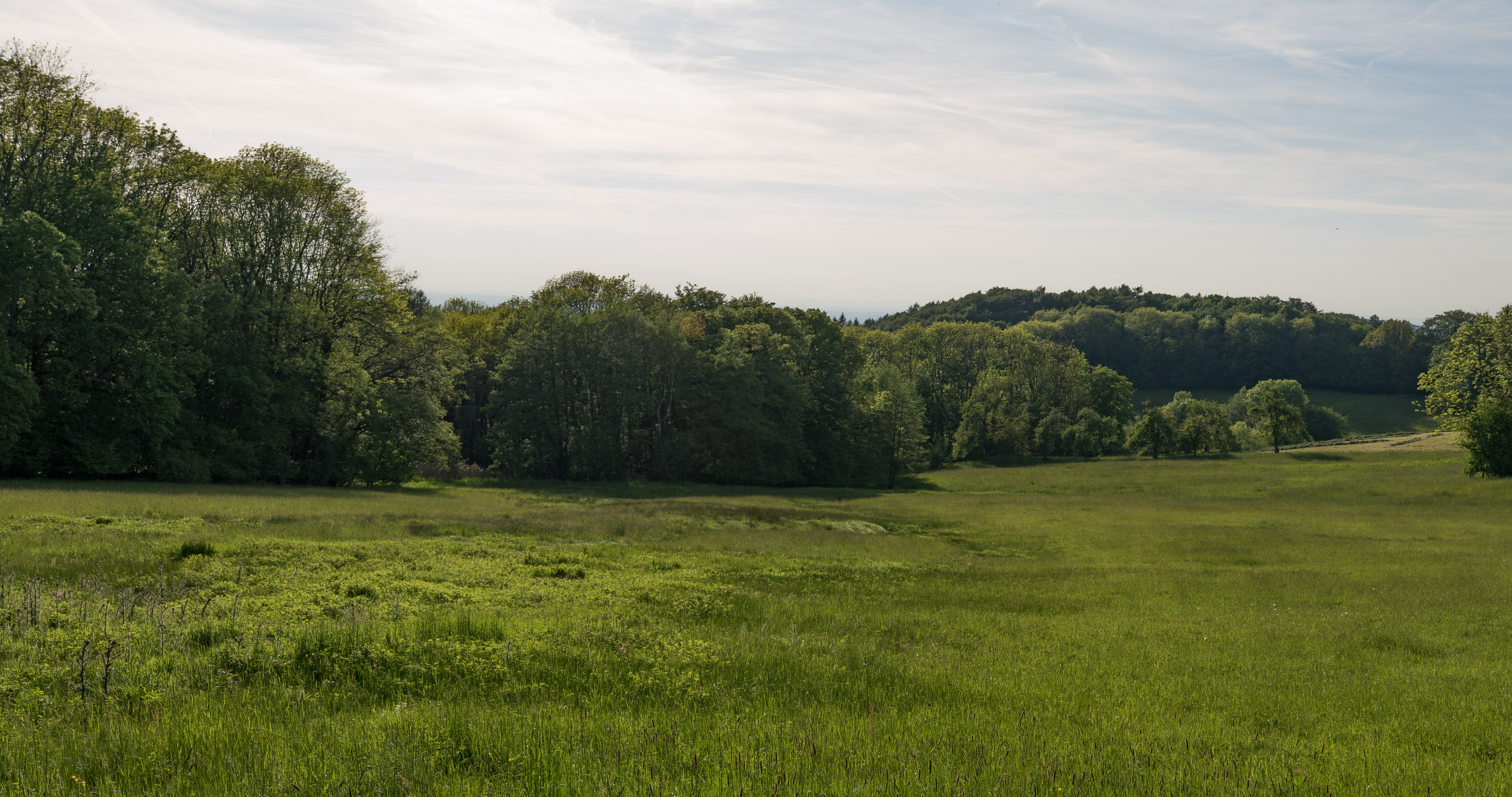
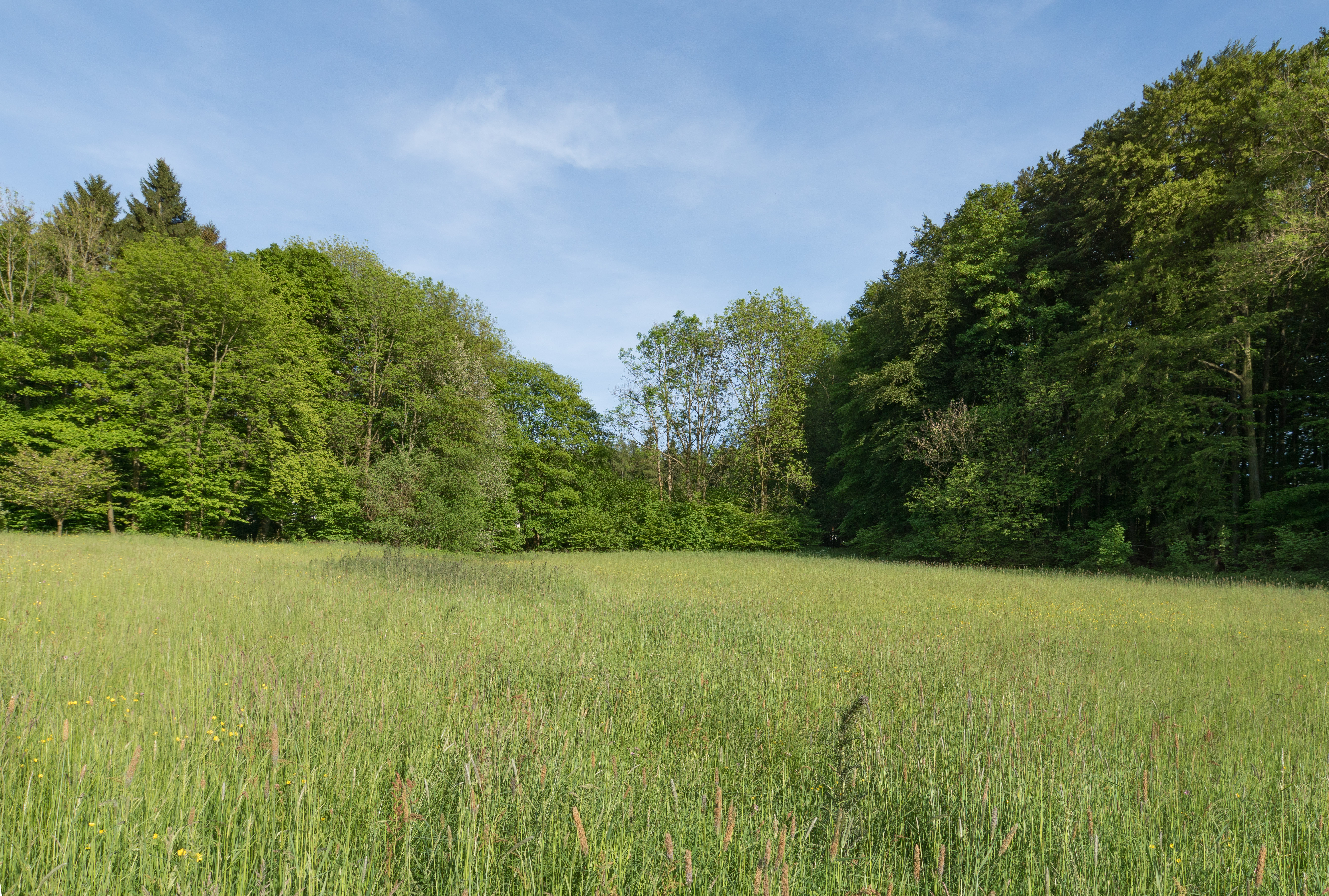
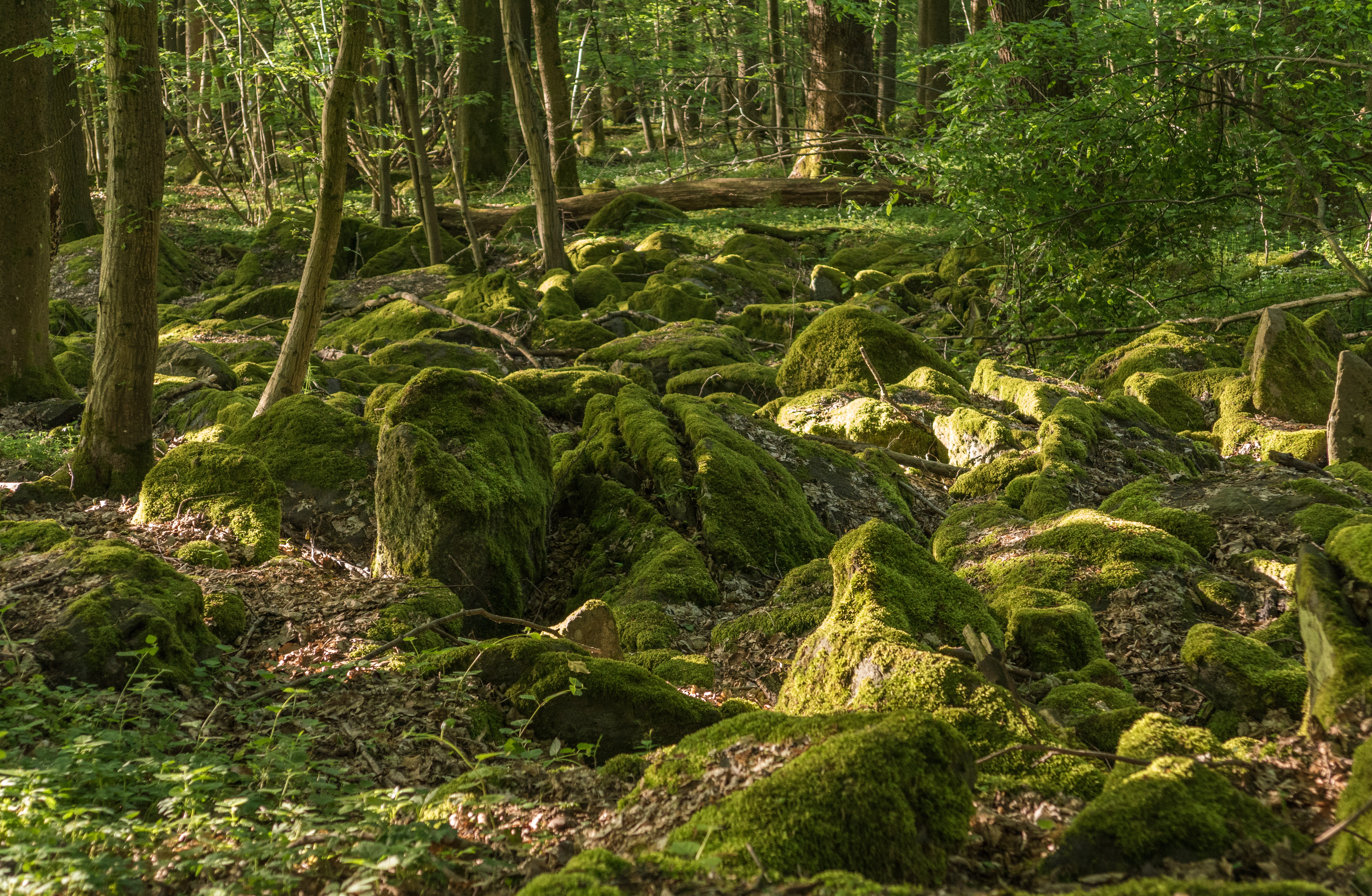
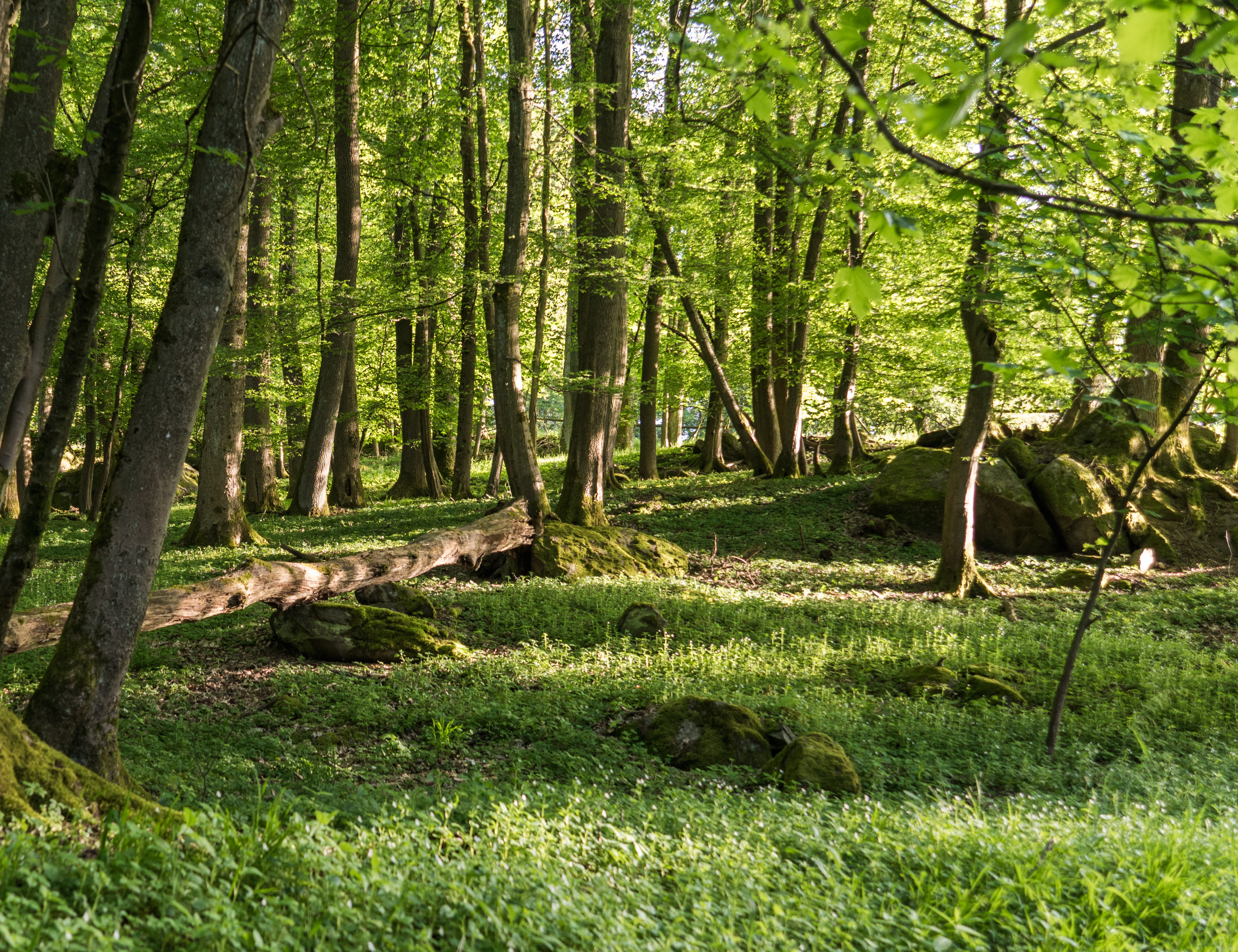
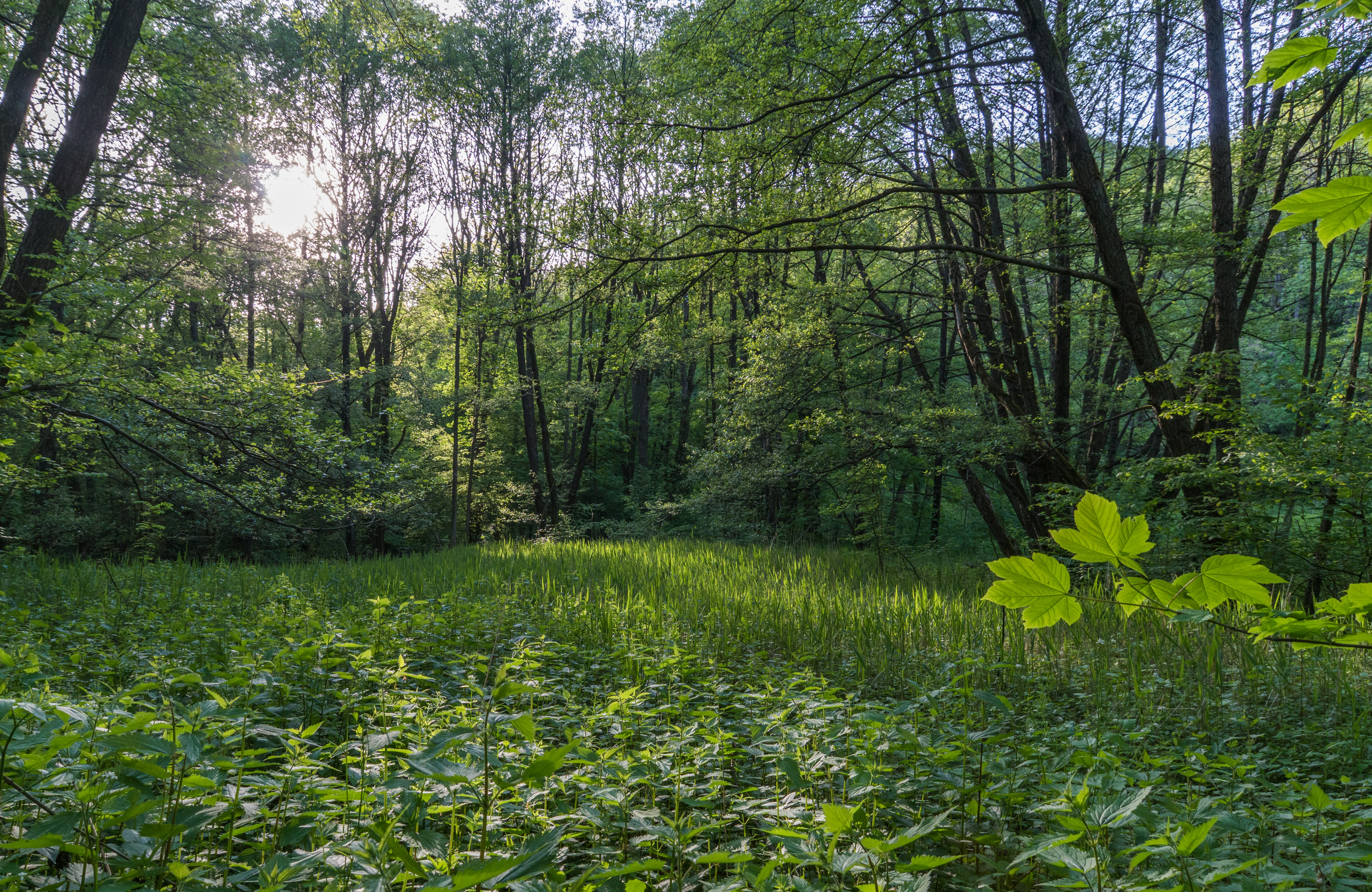

## Arten
Verschiedenartige naturnahe Wälder prägen das Landschaftsbild. In den Bachauenwäldern sind die Schwarzerlen dominant, es gedeihen u. a. Winter-Schachtelhalm, Kleiner Baldrian und das Filzige Haarkelchmoos. In den Schlucht- und Blockschuttwälder drängen sich Edellaubbäume wie Berg-Ahorn, Berg-Ulme und Esche zwischen verstreut liegenden Felsblöcken. Beide Waldtypen genießen als Teil des europäischen Naturerbes besonderen Schutz.
Im Moorbereich haben sich noch seltene Pflanzen erhalten wie das Wollgras, die Sumpfdotterblume sowie den Fieberklee. Auch die gefährdete Sumpfschrecke findet sich noch als typischer Vertreter des Moores.
Die extensiv genutzten Wiesen in den schmalen Bachauen des Schannenbacher Moors bringen einen großen Arten- und Blütenreichtum hervor, der Nahrungsgrundlage für viele Schmetterlinge und andere Insekten ist. Wichtig ist das Moor für den selten gewordenen Dunklen Wiesenknopf-Ameisenbläuling; die hoch spezialisierten Raupen des Falters fressen ausschließlich an den Blüten des Großen Wiesenknopfes und überwintern in unterirdisch gelegenen Ameisennestern.
Die Baumlandschaft mit kleinen Bachläufen bietet zahlreichen Moosen gute Lebensbedingungen. Eine Besonderheit ist das Grüne Besenmoos, das vereinzelt kleine Polster auf der Borke alter Bäume bildet; es gilt als Anzeiger für ursprüngliche, naturnahe Wälder. Die besiedelten Bäume werden genau erfasst und geschützt. Auch einige Gesteinsfelder innerhalb des 16 Hektar großen Naturschutzgebietes unterliegen einem eigenen Schutz.

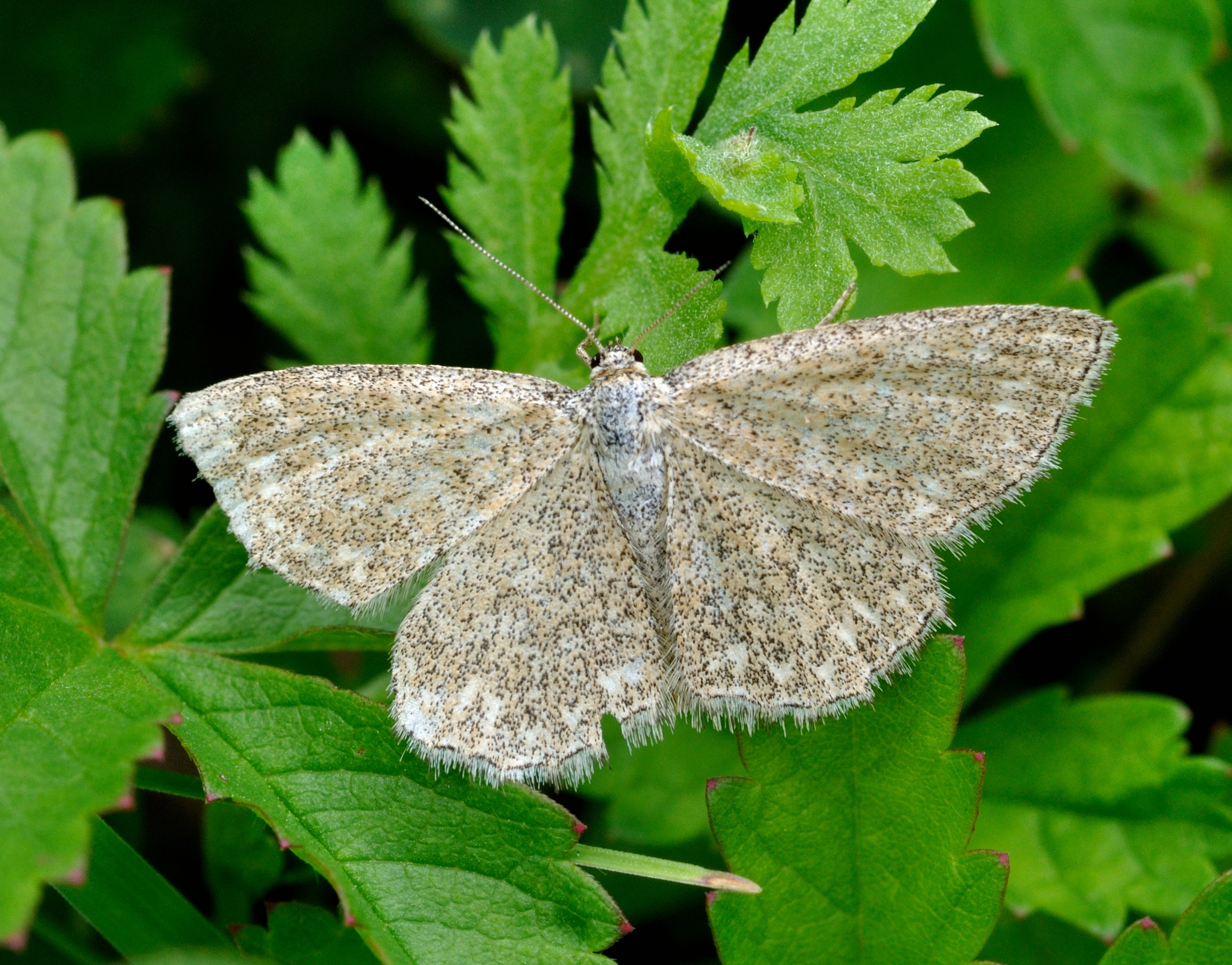
Marmorierter Kleinspanner
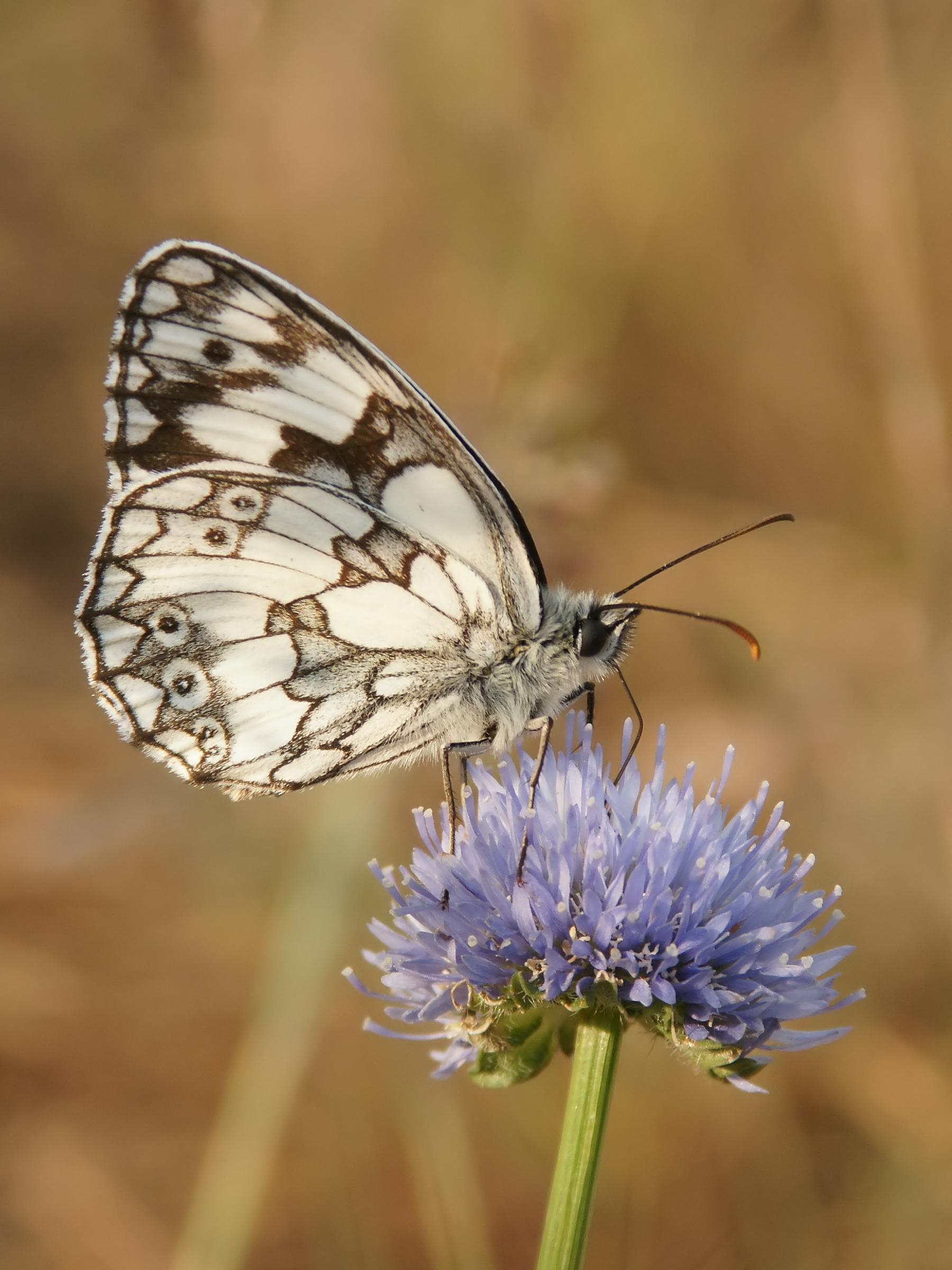
Schachbrettfalter
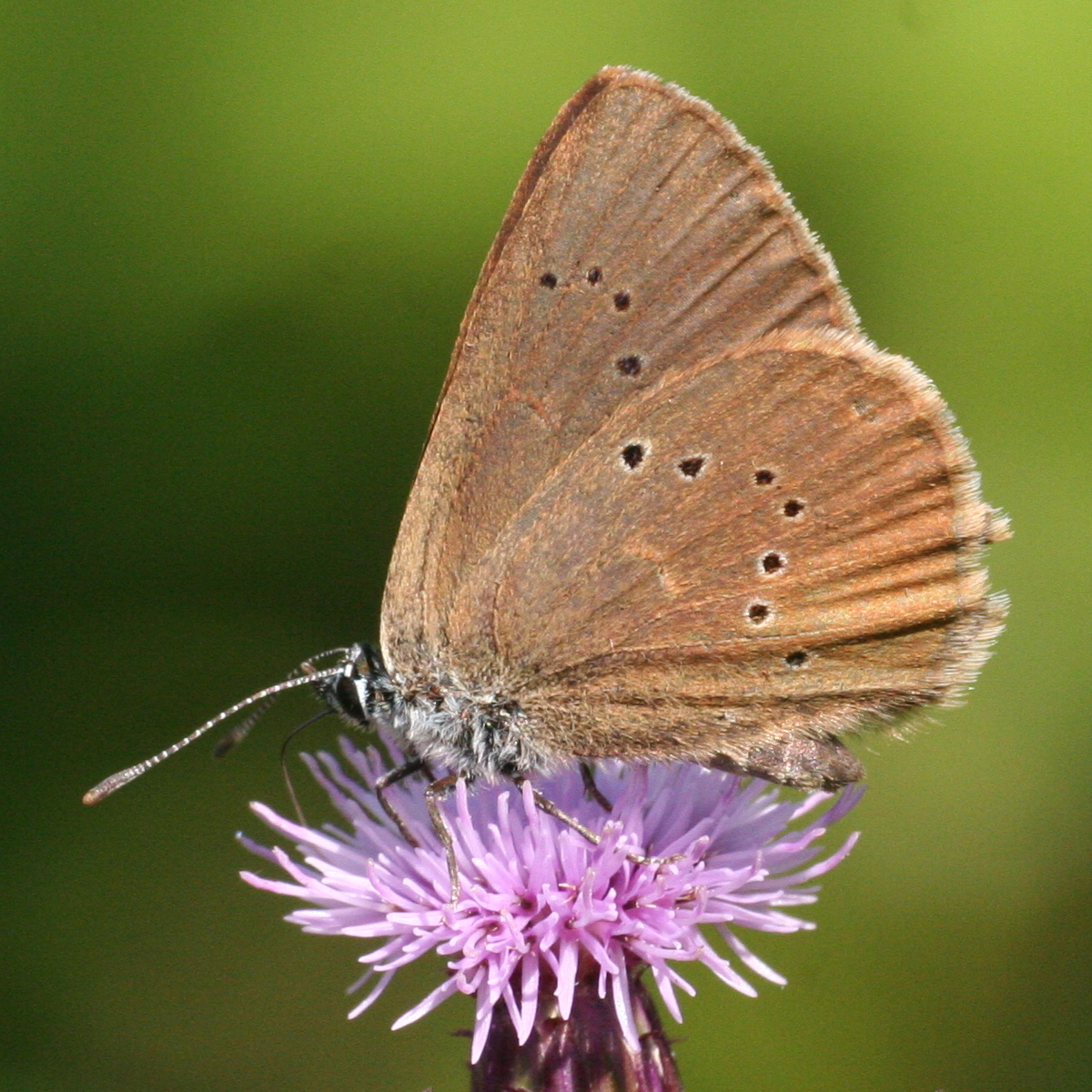
Dunkler Wiesenknopf-Ameisenbläuling
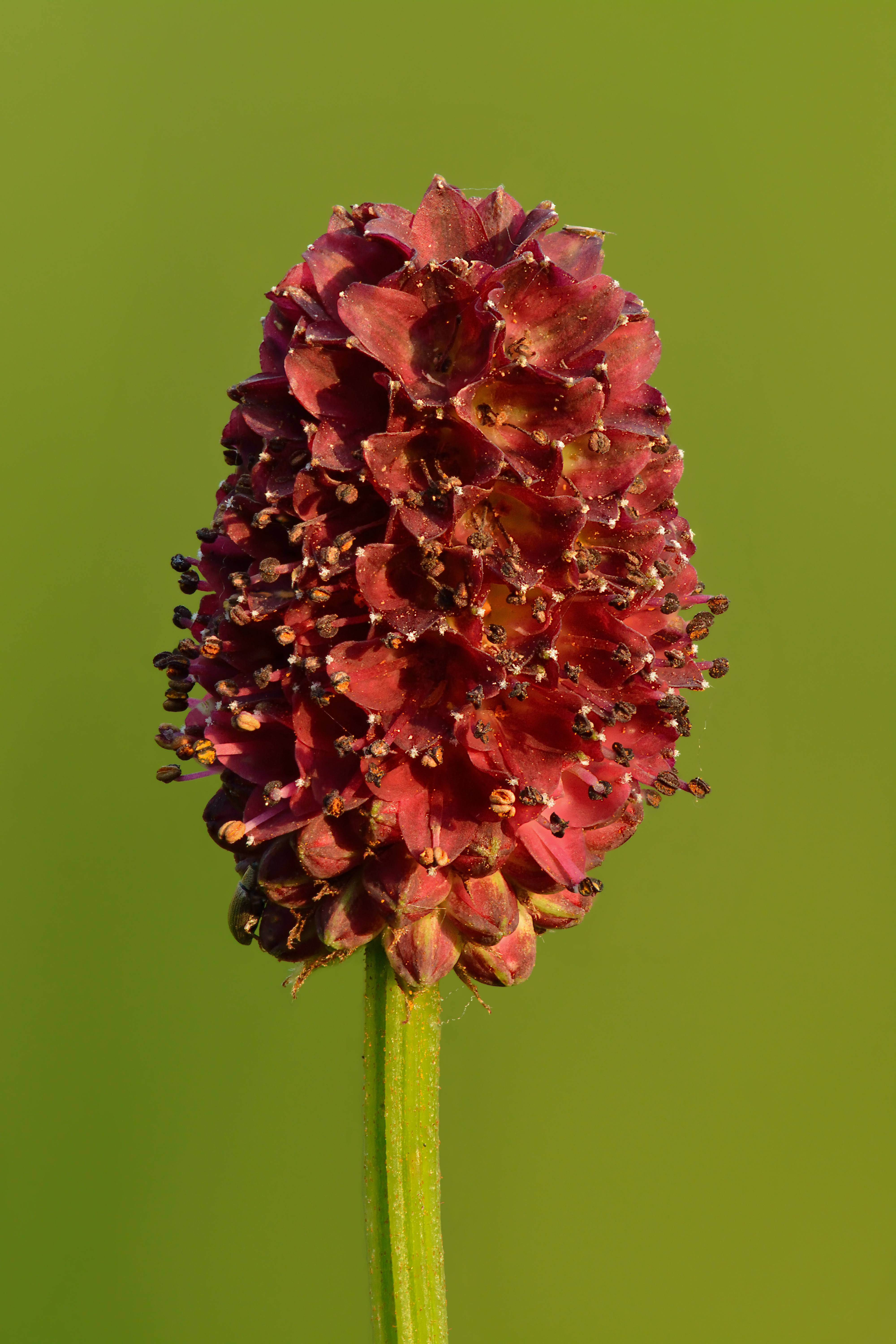
Großer Wiesenknopf (Blutströpfchen)
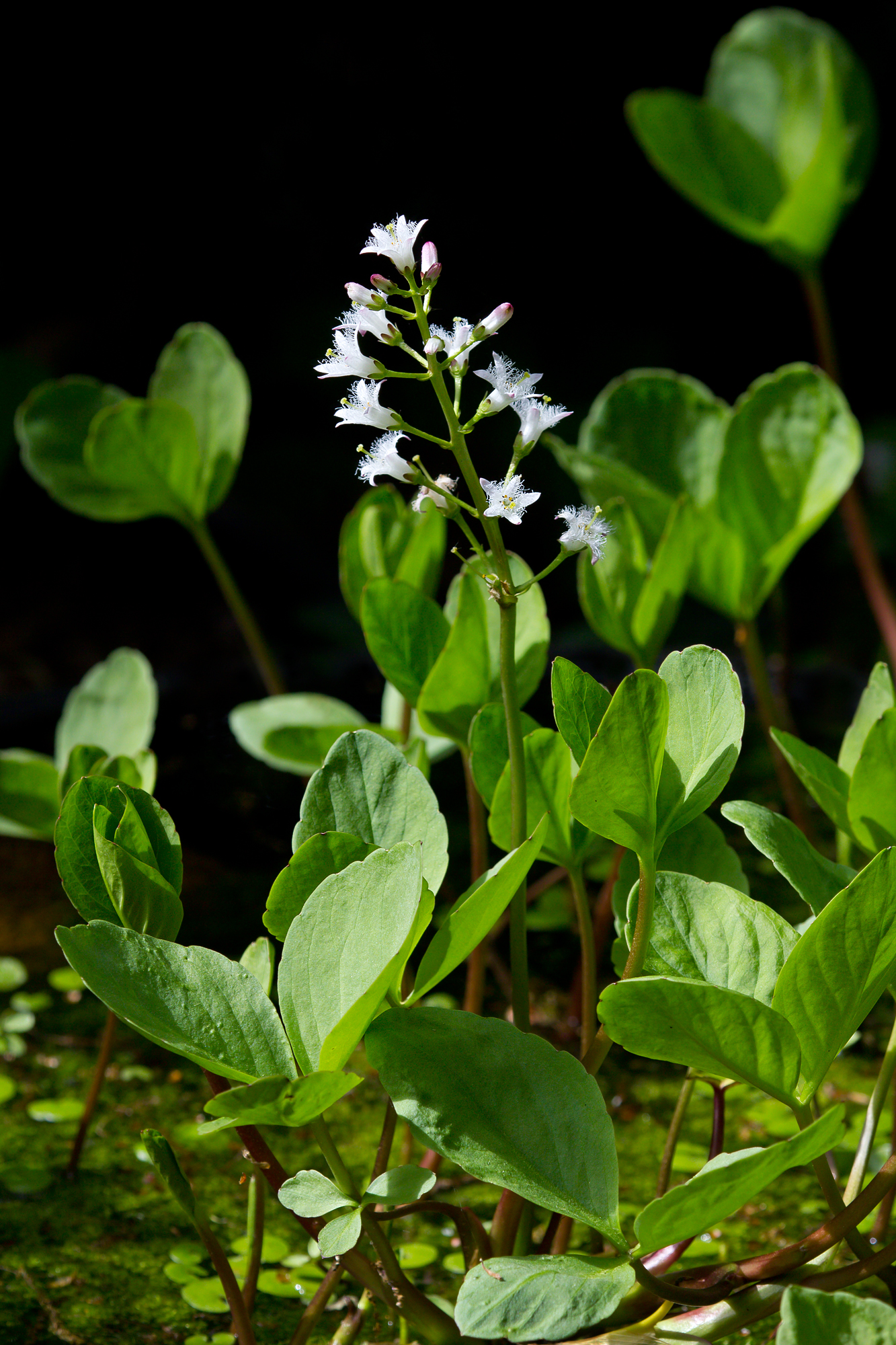
Fieberklee
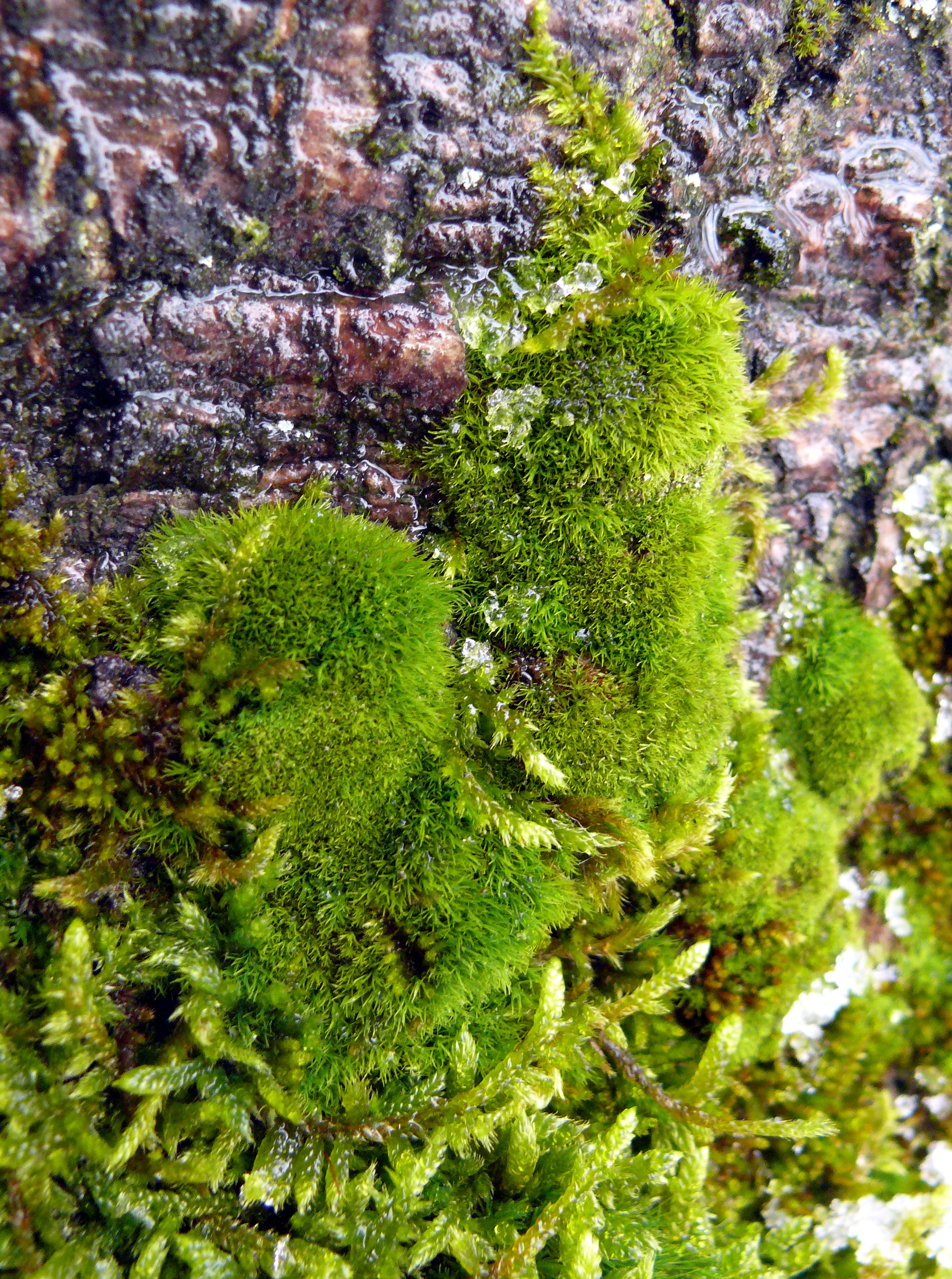
Grünes Besenmoos auf Baumrinde
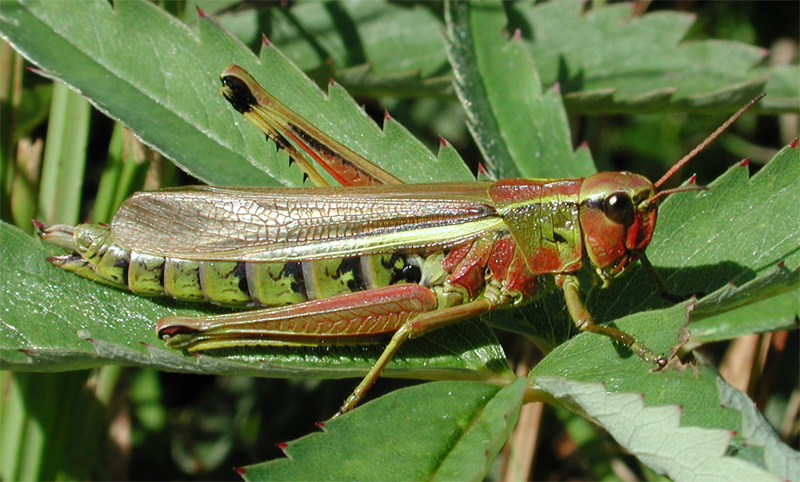
Sumpfschrecke
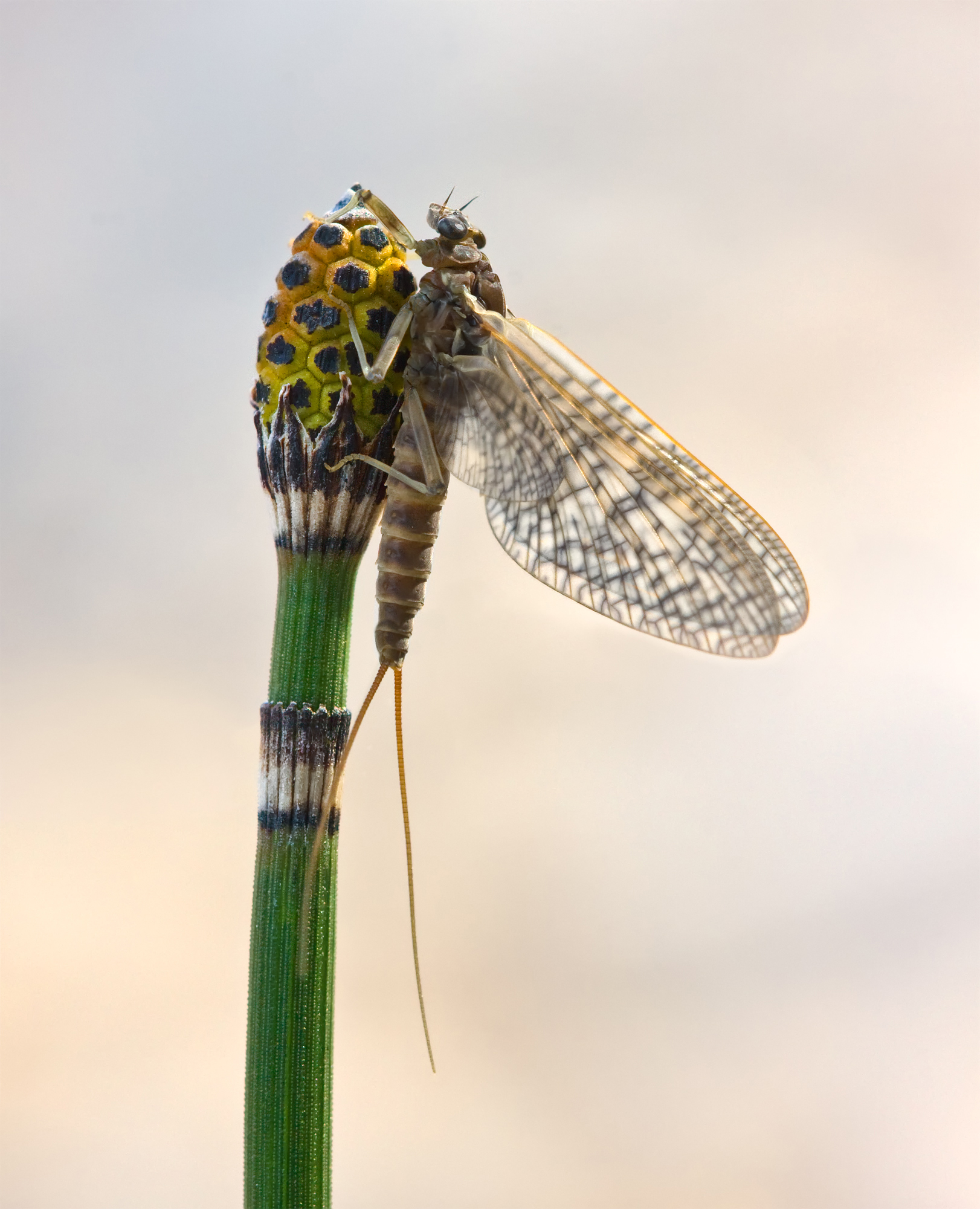
Winterschachtelhalm mit Eintagsfliege (Rhithrogena germanica)
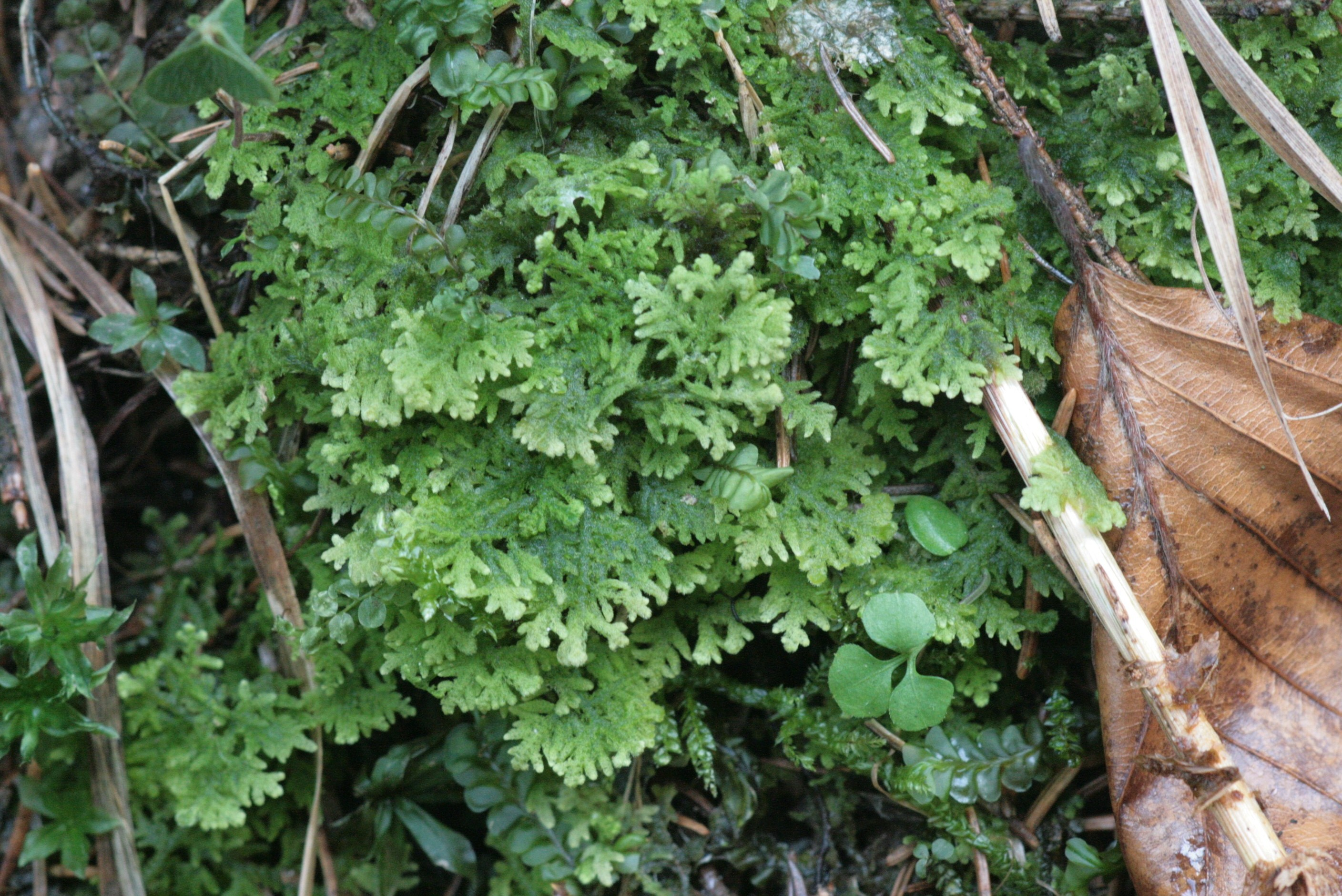
Filziges Haarkelchmoos
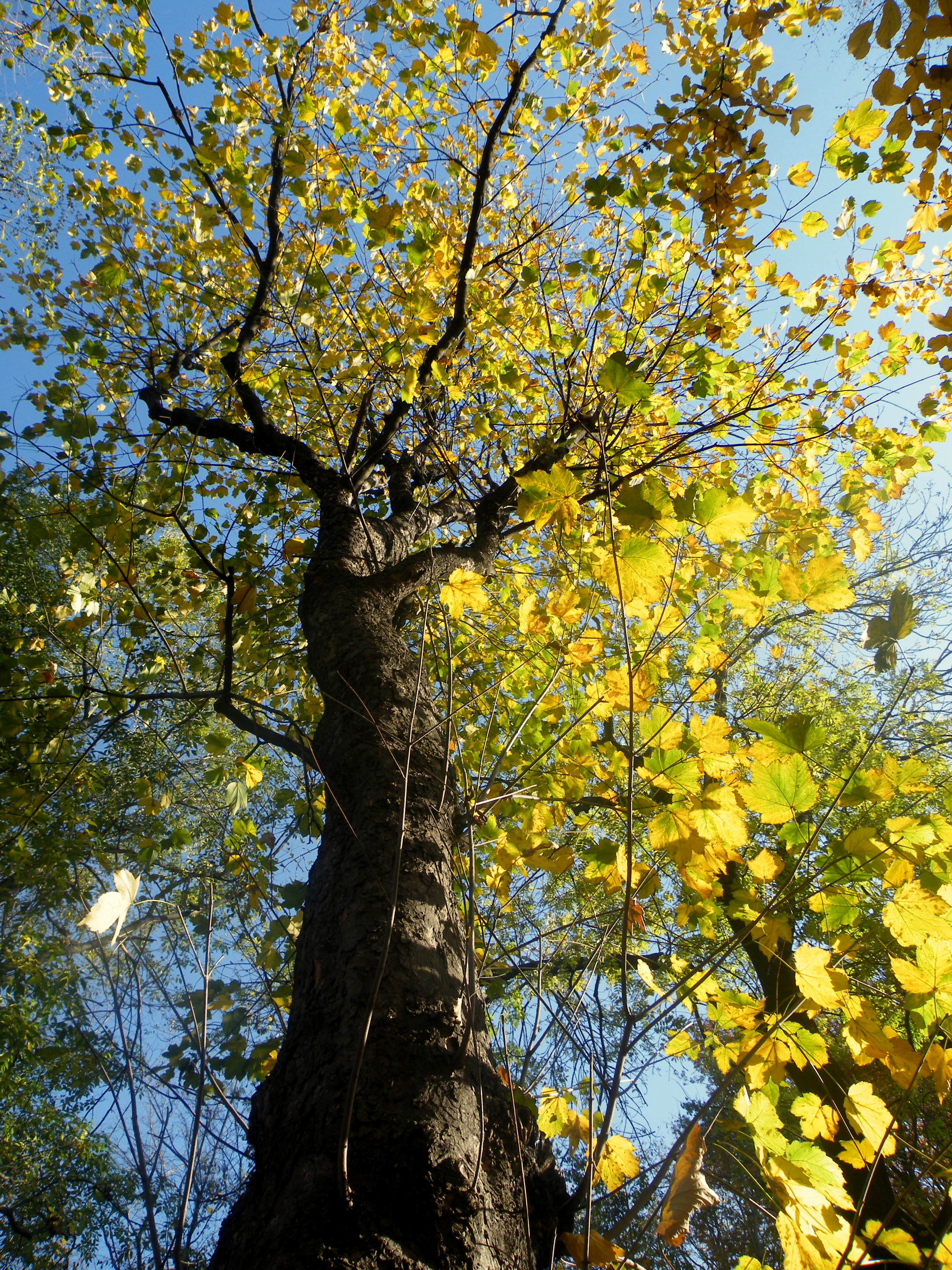
Bergahorn
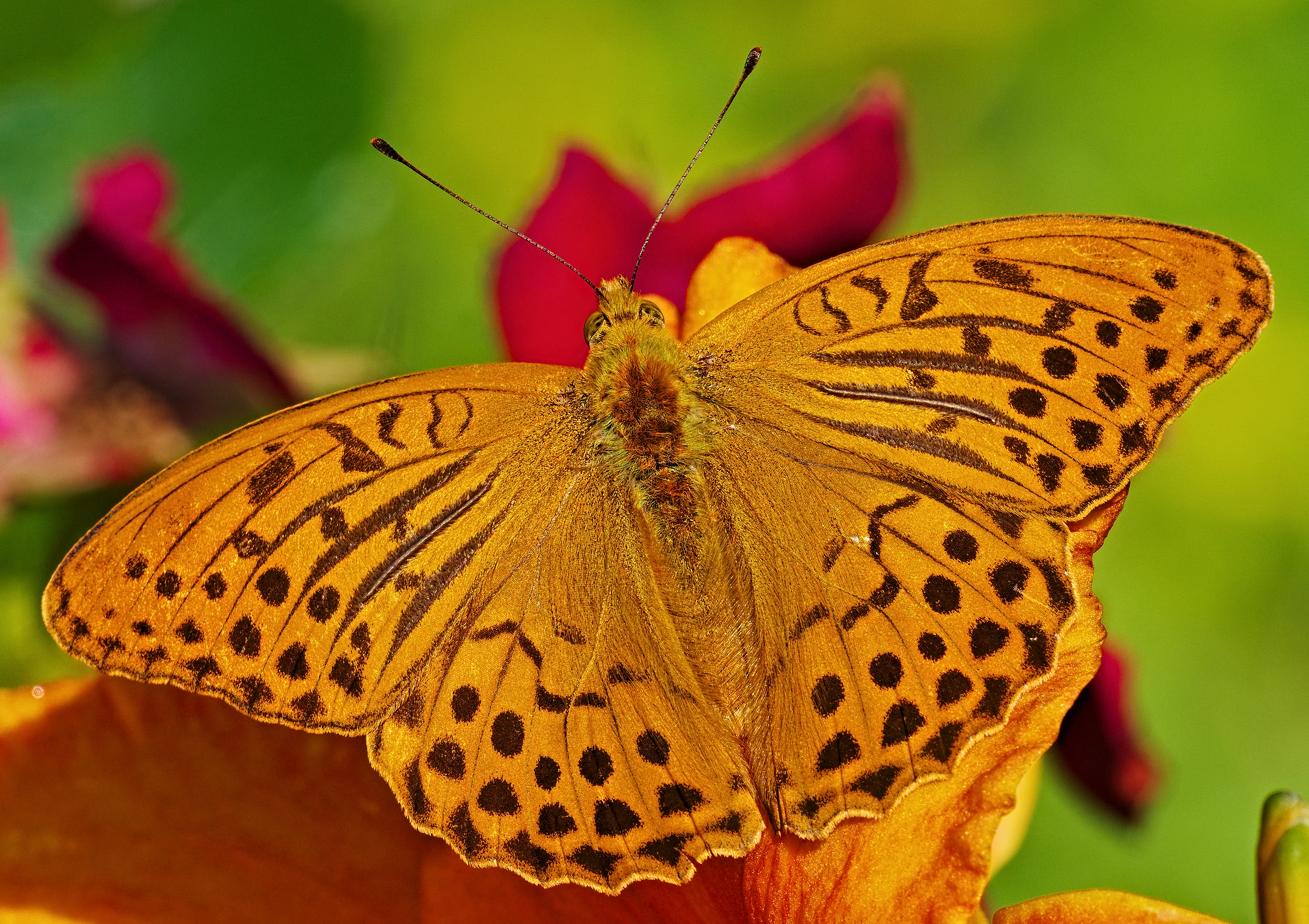
Kaisermantel
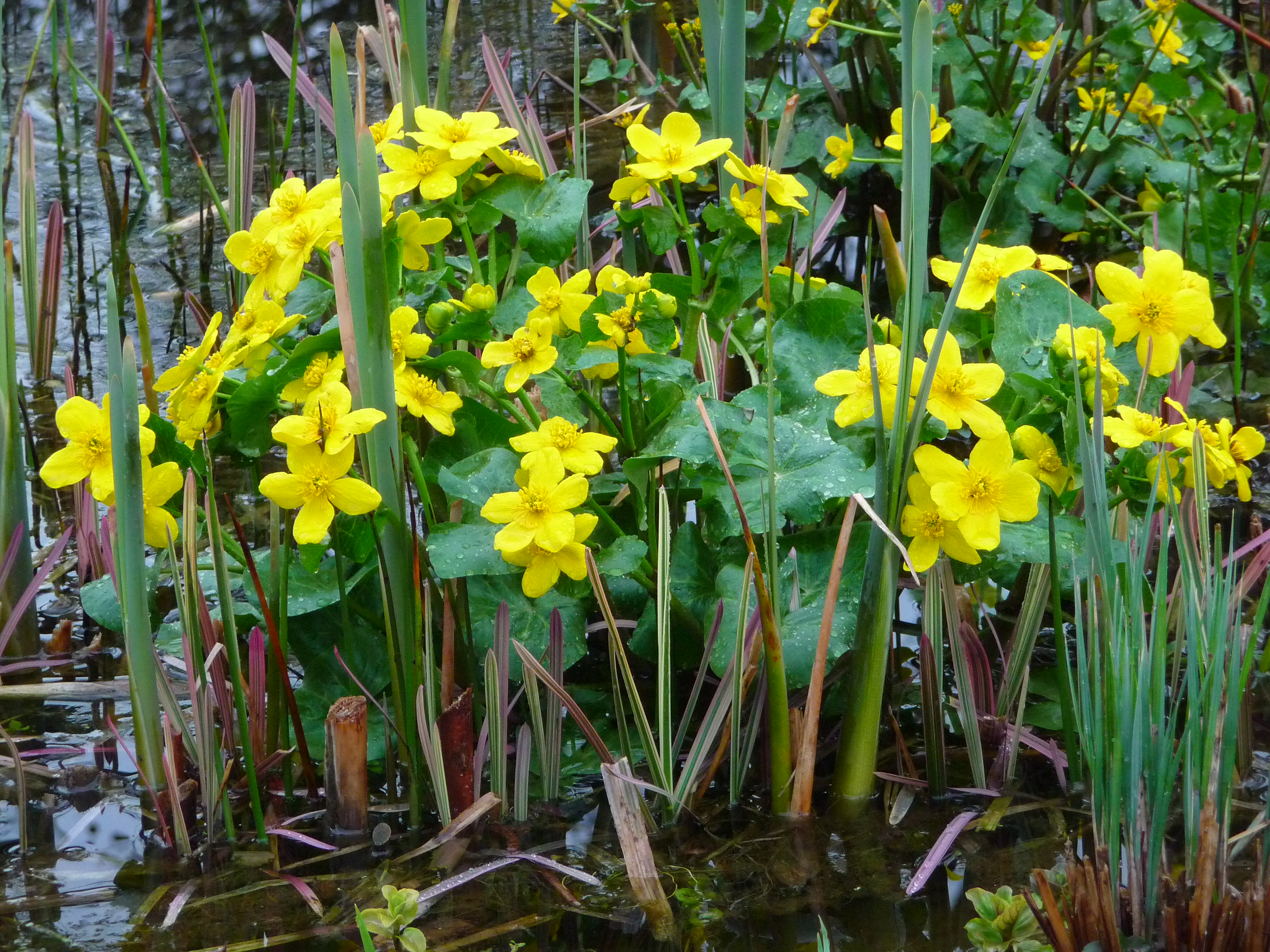
Sumpfdotterblume